# Jessie Mae Hemphill
Jessie Mae Hemphill (Como és Senatobia között, a Tate-Panola megyehatár közelében született, 1923. október 18. – elhunyt Memphisben, 2006. július 22.) amerikai gitáros, country-blues énekesnő, dalszerző, az észak-mississippi hegyvidéki blues-hagyományok családi örököse. Sok éven át azt hitték róla, hogy sokkal később, 1933-ban vagy 1934-ben született.

## Pályafutása
Hemphill Mississippi államban született, a folyó-deltától keletre. Hétéves korában kezdett gitározni. Dobolt helyi „fife-and-drum” zenekarokban is az apai nagyapja, Sid Hemphill vezette zenekarral. Bár az 1950-es években néhányszor feltűnt memphisi bárokban, játékának nagy részét családikörnyezetben, például fife-and-drum zenével kísért piknikeken játszott 1979-ig.
Első felvételei George Mitchell blues kutató 1967-es és David Evans etnomuzikológus 1973-as felvételei voltak, de ezeket nem adták ki. Akkoriban Jessie Mae Brooks néven ismerték, egy rövid, korai házasságából származó vezetéknevet használva.
1978-ban Evans Memphisbe, Tennessee államba érkezett, és a Memphisi Állami Egyetemen (ma University of Memphisen) tanítson. Az iskola 1979-ben létrehozta a High Water Recording Company-t, hogy felkeltse az érdeklődést a déli régiók zenéje iránt. Evans abban az évben készítette Hemphill első kiváló minőségű terepfelvételeit, és nem sokkal ezután ő készítette első felvételelet a High Water számára.
Hemphill az 1980-as évek elején indult el lemezkiadói karrierje. 1981-ben első nagylemezét, a „She-Wolf”-ot a High Water licencével adta ki a francia Disques Vogue kiadó.
Az 1980-as évek elején egy David Evans által összeállított együttesben lépett fel. Fellépett Younggal és a fife-and-drum zenekar veteránjával, Othar Turnerrel a „Mr. Rogers' Neighborhood” című televíziós műsorban. A francia Black & Blue Records további felvételeket is kiadott tőle. 
Hemphill koncerteket adott az Egyesült Államokban és más országokban, többek között Franciaországban, Németországban, Spanyolországban, Olaszországban, Belgiumban, Hollandiában, Svédországban, Svájcban és Kanadában. 1987-ben és 1988-ban megkapta a W. C. Handy-díjat. 1987-ben debütált New Yorkban, Evans és Walter Perkins kíséretével. Első amerikai nagylemeze, a „Feelin' Good” 1990-ben jelent meg, mint W. C. Handy-díjas legjobb akusztikus album.
1993-ban agyvérzést kapott, ami megbénította a bal oldalát, és megakadályozta, hogy gitározzon. Dee továbbra is játszott, tamburinon kísérve zenekarát.
2004-ben a  Jessie Mae Hemphill Foundation kiadta a „Dare You to Do It Again” című dupla albumot és DVD-t, amely gospel-dalokat tartalmazott. Ezek voltak az első felvételei az 1993-as szélütése óta. Szintén 2004-ben kiadták a „Get Right Blues” című albumot, amely 1979-80-as évek eleje között felvett anyagokat tartalmaz. A „Black & Blue” album a „Mississippi Blues Festival” címmel jelent meg hét élő számmal egy 1986-os párizsi koncertről.
Hemphill 2006. július 22-én hunyt el a memphisi Regional Medical Centerben.

## Albumok
- She-Wolf (1981; újrakiadás, 1998)
- Swamp Surfing in Memphis (1986; újrakiadás: 1998)
- Mississippi Blues Festival (1986; újrakiadás: 2004)
- Giants of Country Blues Guitar (1967–1981, 1988)
- Feelin' Good (1987; újrakiadás: 1997. − with extra tracks)
- The Fabulous Low-Price HMG Blues Sampler (1997)
- Deep South Blues (1999)
- Heritage of the Blues: Shake It Baby (2003)
- Dare You to Do It Again (2004)
- Get Right Blues (2004)
- Mississippi Blues Festival, with tracks by Hezekiah & the House Rockers (2004)
- On Air: Live Music from the WEVL Archives (1996)
- Foot Hill Stomp, + Richard Johnston (2002)

## Filmek
- 1991: Deep Blues: A Musical Pilgrimage to the Crossroads (1991), R.: Robert Mugge